# Kotmanová
Kotmanová é um município da Eslováquia, situado no distrito de Lučenec, na região de Banská Bystrica. Tem 16,79 km² de área e sua população em 2018 foi estimada em 296 habitantes.

## Demografia
| Ano:        | 1994 | 2004   | 2014   | 2024    |
| ----------- | ---- | ------ | ------ | ------- |
| Broj ljudi: | 367  | 357    | 323    | 259     |
| Razlika:    |      | -2,72% | -9,52% | -19,81% |

| Ano:               | 2023 | 2024   |
| ------------------ | ---- | ------ |
| Número de pessoas: | 263  | 259    |
| Diferença:         |      | -1,52% |